# Alain Bideau (pétanque)
Pour les articles homonymes, voir Alain Bideau et Bideau.
Alain Bideau est un joueur et entraineur de pétanque français né le 31 mars 1954 à Limoges. 

## Biographie
Après avoir été joueur il devient un des entraineurs des équipes de France depuis 2001.

## Clubs

### Joueur
- 1972-? : Bagneux (Hauts-de-Seine)
- ?-? : Avia Club Issy-les-Moulineaux (Hauts-de-Seine)
- ?-1991 : Pétanque Briarde (Seine-et-Marne)
- 1992-1996 : Star Masters Barbizon (Seine-et-Marne)

## Palmarès
Palmarès

### Joueur

#### Championnats du Monde
Champion du Monde
- Triplette 1985 (avec Didier Choupay et Patrick Lopeze) :  Équipe de France
- Triplette 1994 (avec Didier Choupay et Michel Loy) :  Équipe de France

#### Championnats d'Europe
Champion d'Europe
- 1989 avec Amblard et Morillon

#### Championnats de France
Champion de France
- Triplette 1985 (avec Didier Choupay et Patrick Lopeze) : Pétanque Briarde
- Triplette 1994 (avec Marc Chagot et Didier Choupay) : Star Masters Barbizon

Finaliste
- Triplette 1995 (avec Marc Chagot et Didier Choupay) : Star Masters Barbizon

### Entraineur, coach

#### Championnats du Monde
Champion du Monde
- 2004  Équipe de France Triplette Homme (Damien Hureau - Bruno Le Boursicaud - Michel Loy - Bruno Rocher)
- 2006  Tir de précision Angélique Colombet (61 points)
- 2010  Équipe de France Triplette Homme (Thierry Grandet - Henri Lacroix - Bruno Le Boursicaud - Philippe Suchaud)
- 2012  Équipe de France Triplette Homme (Henri Lacroix - Bruno Le Boursicaud - Philippe Suchaud - Dylan Rocher)
- 2012  Tir de précision Bruno Le Boursicaud
- 2017  Équipe de France Doublette Homme (Henri Lacroix - Philippe Suchaud)
- 2017  Tête à Tête Henri Lacroix
- 2018  Équipe de France Triplette Homme (Henri Lacroix -  Philippe Quintais - Philippe Suchaud - Dylan Rocher)
- 2018  Tir de précision Dylan Rocher
- 2019  Équipe de France Doublette Homme (Henri Lacroix - Philippe Suchaud)
- 2021  Équipe de France Triplette Homme (Dylan Rocher - Henri Lacroix - Philippe Suchaud - Philippe Quintais)
- 2021  Tir de précision Dylan Rocher.

Finaliste
- 2003  Équipe de France Triplette Homme (Damien Hureau - Bruno Le Boursicaud - Michel Loy - Bruno Rocher)
- 2009  Équipe de France Triplette Féminine (Angélique Colombet - Anna Maillard - Audrey Bandiera - Marie-Christine Virebayre)
- 2019  Tête à Tête Henri Lacroix

Troisième
- 2005  Équipe de France Triplette Homme (Damien Hureau - Bruno Le Boursicaud - Michel Loy - Bruno Rocher)
- 2006  Équipe de France Triplette Féminine (Angélique Colombet - Ranya Kouadri - Florence Schopp - Marie-Christine Virebayre)
- 2016  Équipe de France Triplette Homme (Henri Lacroix - Bruno Le Boursicaud - Philippe Suchaud - Dylan Rocher)
- 2016  Tir de précision Bruno Le Boursicaud

#### Jeux mondiaux
Vainqueur
- 2005  Équipe de France Triplette Homme (Simon Cortes - Sylvain Dubreuil - Sylvain Pilewski)
- 2013  Équipe de France Doublette Homme (Henri Lacroix - Dylan Rocher)
- 2017 Tir de précision Henri Lacroix

#### Coupe du Monde des Confédérations
Vainqueur
- 2015  Équipe de France Triplette Homme (Henri Lacroix - Philippe Suchaud - Bruno Le Boursicaud - Michel Loy)
- 2017  Équipe de France Triplette Homme (Stéphane Robineau - Christophe Sarrio - Damien Hureau - Kévin Malbec)

Finaliste
- 2012  Équipe de France Triplette Homme (Jean-Michel Puccinelli - Thierry Grandet - Michel Loy)

#### Championnats d'Europe
Champion d'Europe
- 2008  Équipe de France Triplette Espoirs (Jérémy Darodes - Mathieu Charpentier - Mickaël Jacquet - Jean Feltain)
- 2009  Équipe de France Triplette Homme (Henri Lacroix - Bruno Le Boursicaud - Philippe Suchaud - Thierry Grandet)
- 2009  Équipe de France Triplette Espoirs (Jérémy Darodes - Dylan Rocher - Mickaël Jacquet - Jean Feltain)
- 2011  Équipe de France Triplette Homme (Michel Loy - Kévin Malbec - Jean-Michel Puccinelli - Dylan Rocher)
- 2011  Tir de précision Dylan Rocher (61 points)
- 2012  Équipe de France Triplette Féminine (Angélique Colombet - Anna Maillard - Nelly Peyré - Marie-Angèle Germain)
- 2013  Équipe de France Triplette Homme (Kévin Malbec - Dylan Rocher - Zvonko Radnic - Jean Feltain)
- 2013  Tir de précision Dylan Rocher
- 2015  Équipe de France Triplette Homme (Damien Hureau - Henri Lacroix -  Michel Loy - Dylan Rocher)
- 2016 Tête à Tête Henri Lacroix
- 2017  Équipe de France Triplette Homme (Henri Lacroix - Dylan Rocher - Philippe Quintais - Philippe Suchaud)

Troisième
- 2015  Tir de précision Dylan Rocher

#### Jeux Méditerranéens
Vainqueur
- 2018  Équipe de France Doublette Homme (Bruno Le Boursicaud - Damien Hureau)

Finaliste
- 2009  Équipe de France Doublette Homme (Philippe Quintais - Pascal Milei)
- 2018  Tir de précision Bruno Le Boursicaud

Troisième
- 2009  Équipe de France Doublette Féminine (Angélique Colombet - Florence Schopp)
- 2013  Équipe de France Doublette Homme (Philippe Suchaud - Bruno Le Boursicaud)

#### Coupe de France des clubs
Finaliste
- 2005 Star Master Barbizon

#### Trophée des villes
Finaliste
- 2008 Nice